# Robert Francis (actor)
Robert Charles Francis (n. 26 februarie 1930, Glendale, California, SUA – d. 31 iulie 1955, Burbank, California, SUA) a fost un actor american. A apărut în doar patru filme de la Hollywood, toate cu teme militare, înainte de a fi ucis la 25 de ani în accidentul unui mic avion pe care îl pilota.

## Biografie

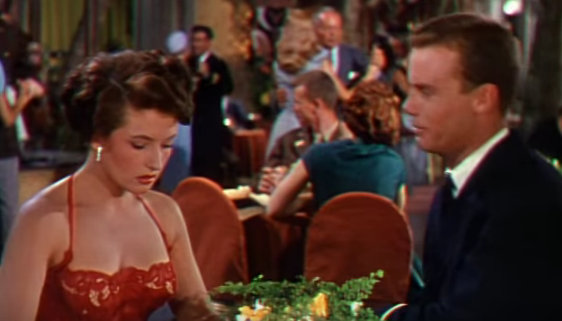
May Wynn și Robert Francis - în Revolta de pe Caine (1954)

Debutul cinematografic al lui Francis a fost, de asemenea, rolul său cel mai semnificativ, cel al aspirantului Willie Keith în Revolta de pe Caine (1954), alături de Humphrey Bogart, Fred MacMurray, Van Johnson și José Ferrer. Filmul a implicat și o poveste romantică secundară cu May Wynn în propriul ei rol. Înainte de lansarea filmului, Francis și Wynn au apărut împreună în ziare ca o modalitate de a prezenta cele mai tinere vedete ale studioului. Drept urmare, tabloidele au scris despre o poveste de dragoste între cei doi și chiar despre o posibilă logodnă. După Revolta de pe Caine, Francis a fost ales de Screen World una dintre „Personalitățile promițătoare ale anului 1954”.
Profitând de steaua sa în ascensiune, Francis a fost distribuit în Au călărit spre West, apoi în The Bamboo Prison și Linia gri lungă, ultimul regizat de John Ford. În filmul lui Ford, Francis a apărut al treilea în genericul filmului, indicând faptul că studiourile Columbia Pictures au proiectat ca acesta să devină o mare stea. Cu toate că a apărut în doar patru filme în scurta sa viață și carieră, în fiecare dintre ele a jucat un personaj din armată și a primit recenzii solide.
Francis a fost împrumutat apoi de Metro-Goldwyn-Mayer pentru filmul din 1956 Legea preriei (Tribute to a Bad Man) și a fost programat să călătorească pentru a începe filmările în Wyoming, o călătorie pe care nu o va mai face niciodată. Francis a fost ucis într-un accident de avion cu o săptămână înainte de începerea filmărilor și a fost înlocuit de Don Dubbins.

### Deces
Cu o săptămână înainte de a pleca pe platourile de filmare a Tribute to a Bad Man, Francis a pilotat un Beechcraft Bonanza aparținând colegului actor Joe Kirkwood Jr. De asemenea, la bord se mai aflau: partenerul de afaceri al lui Kirkwood, George Meyer, 38 de ani, pilot comercial care zburase cu bombardiere B-29 în al doilea război mondial și actrița Ann Russell, 24 de ani. Imediat după ora 17:00, după decolarea (pe care martorii oculari au numit-o „greoaie”) de pe terminalul aerian Lockheed din Burbank, motorul avionului s-a defectat și s-a oprit deasupra cimitirului Restland. Francis a reușit să evite să se ciocnească de mulțimea care se afla în apropierea Parcului Memorial Valhalla, apoi avionul s-a prăbușit într-o parcare unde a izbucnit în flăcări, ucigând toți ocupanții.
Francis a fost înmormântat la Forest Lawn Memorial Park pe 2 august 1955.

## Filmografie
- The Caine Mutiny (Revolta de pe Caine, 1954)  - Ensign Willis Seward "Willie" Keith[4]
- They Rode West (Au călărit spre West, 1954) -  Dr. Allen Seward
- The Bamboo Prison (1954) -  MSgt John A. Rand
- The Long Gray Line (Linia gri lungă, 1955) -  James N. Sundstrom Jr. (ultimul rol de film)

Seriale TV
- The Ed Sullivan Show (1955, sezonul 22, episodul 8) -  rolul său